# Йоонас, Лариса
Лариса Йоонас (родилась 4 июня 1960 года в Татарстане) — русский поэт, прозаик и переводчик.
Училась в Московском энергетическом институте. С 1983 года живет в Эстонии, в городе Кохтла-Ярве. Работает преподавателем Вирумааского колледжа Таллиннского технического университета.
Публиковалась в журналах «Воздух», «Волга», «Октябрь» и других российских журналах и сетевых изданиях, а также в эстонских журналах «Looming», «Vikerkaar», «Радуга», «Таллинн». Автор нескольких книг стихов на русском языке. Выпущены книги стихов в переводе на эстонский, финский и итальянский языки. Стихи переведены также на английский, литовский и польский языки.
В 2021 году сборник стихов «Пустоши флайтрадара» получила ежегодную премию фонда Капитала Культуры Эстонии (Eesti Kultuurkapital) за лучшую книгу на русском языке.
Критики отмечают связь поэзии Йоонас с творчеством Я. Каплинского. По мнению Л. Оборина, «Каплинский умеет пробудить в окружающем мире потенциал молчаливого диалога со всей вселенной; его письмо медитативно и протяжно, оно идеально подходит для создания пустых или малонаселенных пейзажей, пространств. То же умение <…> есть у Ларисы Йоонас — но если во многих стихах Каплинского не остается никакой надежды на посмертие, то для микроэлегий Йоонас характерна микроскопическая, стоическая надежда».

## Книги
- 2006. Самый белый свет. Стихи и проза. Москва: Memories.
- 2017. Кодумаа. Москва: Русский Гулливер.
- 2019. Мировое словесное электричество. Чебоксары: Free Poetry.
- 2019. Un quanto perso in strada (на русском и итальянском языке. Перевод Paolo Galvagni). Bologna: Arcipelago itaca Edizioni.
- 2020. Человеческое кино. Санкт-Петербург: Borey Art.
- 2020. Arütmia või ööbikud («Аритмия или соловьи», на эстонском языке. Перевод Aare Pilv[эст.].) Tallinn: Tuum.
- 2021. Пустоши флайтрадара: Книга стихов. М: Книжное обозрение (АРГО-РИСК).
- 2022. Inhimillinen kino («Человеческое кино», на финском языке, перевод Jukka Mallinen). Helsinki: ntamo.
- 2023. Красная точка на горизонте. Сборник прозы. Tallinn, Avenarius.